# فرانک مادو
فرانک مادو (انگلیسی: Franck Madou؛ زادهٔ ۱۵ سپتامبر ۱۹۸۷) بازیکن فوتبال اهل ساحل عاج است.
از باشگاه‌هایی که در آن بازی کرده‌است می‌توان به باشگاه ورزشی النصر کویت، باشگاه فوتبال گراس‌هاپر زوریخ، باشگاه فوتبال زوریا لوهانسک، باشگاه ورزشی یانگ بویز برن، باشگاه فوتبال لوزان-اسپورت، باشگاه فوتبال وفاق سطیف، و باشگاه فوتبال تولوز اشاره کرد.
وی همچنین در تیم ملی فوتبال Ivory Coast U20 بازی کرده‌است.